# Château de Sortelha
Le château de Sortelha est un château médiéval construit en granit. Il est situé dans le village de Sortelha au Portugal.

## Historique
Le château a été construit en 1228 par Sanche II dans le cadre d'un repeuplement du village de Sortelha après la reconquête de la région sur les musulmans. Il a été classé monument historique en 1910. Il est probable que le château soit construit sur un ancien fort romain.

## Description du château
Le château possède des parapets en saillie (ou matacaes en portugais) qui protègent l'entrée du périmètre où se situe le donjon. L'enceinte emmuraillée du château encercle le village. La porte est flanquées de tours. Le château ainsi que le village sont bâtis à 760 m d'altitude (de hauteur). La porte est tournée vers l'ouest, plus précisément vers la place du village et vers le Pilori de Sortelha. Il est bâti en granit.

## Aujourd'hui
Sortelha et son château sont des  lieux très touristiques. Cependant, en 2015, un drapeau du Portugal déchiré placé en haut de la tour du Facho a suscité une polémique au Portugal.